# Березовское (Дергачёвский район)
Березовское (укр. Березівське), поселок,
Пересечанский поселковый совет,
Дергачёвский район,
Харьковская область, Украина.
Код КОАТУУ — 6322056501. Население по переписи 2001 года составляет 1057 (456/601 м/ж) человек.

## Географическое положение
Посёлок Березовское находится в 1,5 км от реки Уды (правый берег), примыкает к посёлку Курортное, на противоположном берегу расположен пгт Пересечная.
В 2-х км от посёлка железнодорожная станция Курортная, в 3-х км на юг расположен город Люботин и проходит автомобильная дорога E 40, на расстоянии в 1 км расположено село Смородское.

## История
- 1722 — дата первого упоминания[1].

## Экономика
- В селе была большая птице-товарная ферма к которой вела железнодорожная ветка, сейчас полностью разрушена.
- Курорт «Березовские минеральные воды».
- Завод «Березовские минеральные воды».